# بطولة سيارا 2013
بطولة سيارا 2013 هو موسم من بطولة سيارا ‏. أشرف على تنظيمه Federação Cearense de Futebol ‏، وكان عدد الأندية المشاركة فيه 11، وفاز فيه نادي سيارا.